# Park Kwang-hyun (calciatore)
Park Kwang-hyun (박광현?; 24 luglio 1967) è un ex calciatore sudcoreano, di ruolo attaccante.